# Börje Lindberg
Gunnar Börje Lindberg (født 14. maj 1928 i Stockholm, død november 2023 i Glemmingebro (sv)) var en svensk skulptør.
Han var bosat i Glemmingebro, Ystad Kommune. Börje Lindberg stod i lære hos Lena Børjesson 1950, og videreuddannede sig ved Kunsthøjskolen i Stockholm 1952-1957 under ledelse af Bror Hjorth og Stig Blomberg. Lindberg arbejdede mest i træ, og tidligere i en del andre materialer, eks. diverse metaller.
Börje Lindberg opbyggede fra 2012 nyt værksted i sin bolig i Glemmingebro.

## Nogle af hans værker
- 33 lågor, Österportsrondellen, Landskrona.
- SIN flaggor, Branteviksrondellen, Simrishamn.
- Varandras spegel, i Bagarmossens centrum, Stockholm
- Bollspel, Brännkyrka läroverk, Stockholm
- Generalslagsmål, Solna
- Meditation, Huddinge Hospital
- Tegelvägg, Norrtälje Hospital
- Spegel, Rosenlunds Hospital, Stockholm
- Fontän, Kirseberg i Malmø

## Galleri
- Generalslagsmål, Solna, 1962.
- Varandras spegel (Hinandens spejl), Bagarmossen i Stockholm, 1971.
- Fontæneskulptur i Malmø, ca. 1990.